# Pinastre

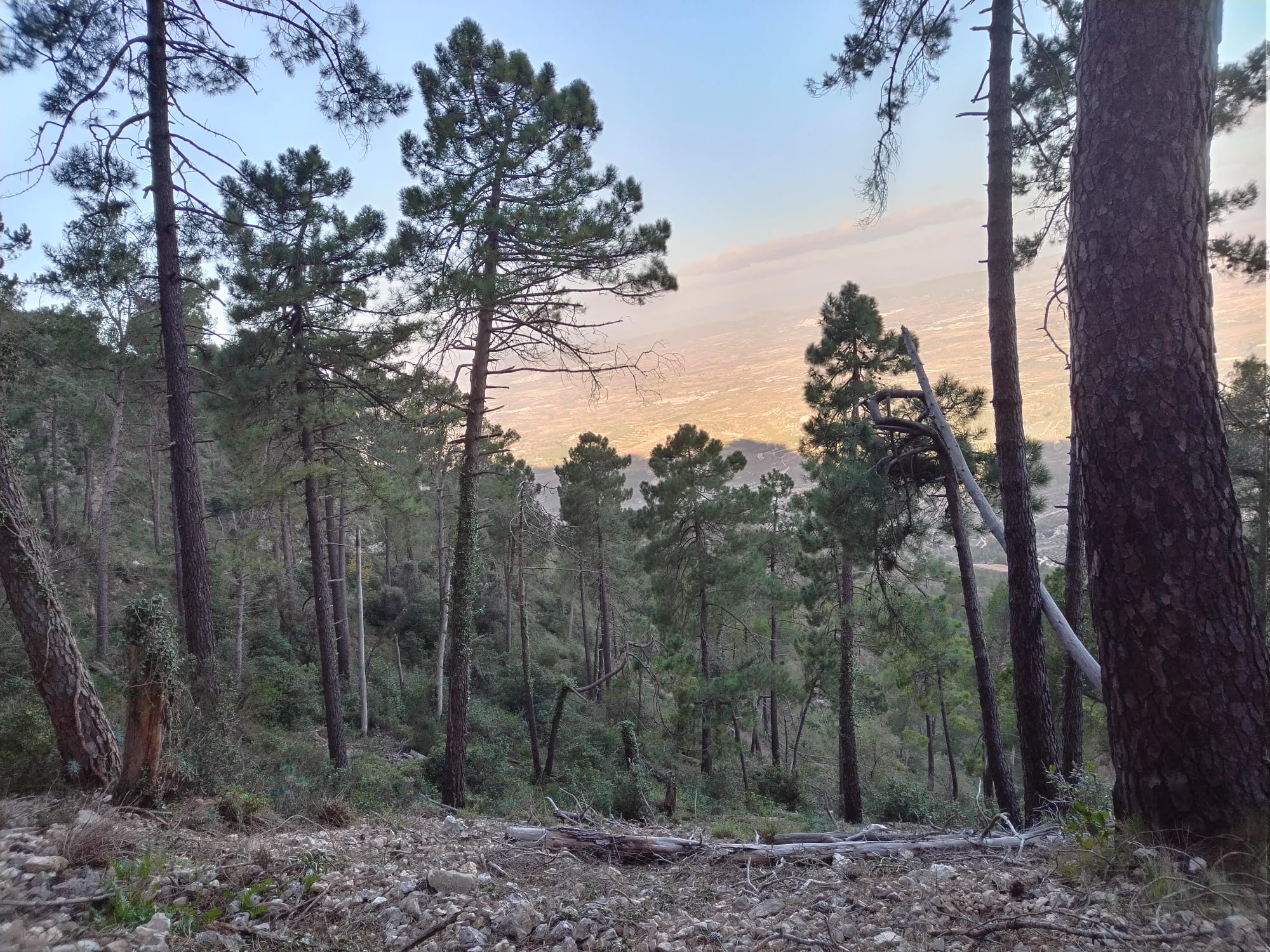
Pinastres al benicadell

El pinastre (Pinus pinaster) és una espècie de conífera de la família Pinaceae present als Països Catalans. Té una pinyes molt grosses de fins 20 cm de longitud. És propi de l'Europa sud-occidental, on és extensament plantat a la costa atlàntica.

## Noms comuns
Pinus pinaster rep diversos noms comuns en català, alguns compartits per altres espècies de pins: pinastre, pi de fulla, pi marítim, pi redó, pi bord, pi de fulla llarga, pi gallec, pi marí, pi melis, pinassa, pi rodeno, pi rodesno.

## Morfologia
Els arbres madurs poden arribar a atènyer els 30 metres d'alçada. El tronc és llarg, fort i força recte, amb una capçada densa, en forma cònica. Té l'escorça rogenca i profundament clivellada, formant plaques gruixudes.
Presenta unes fulles molt llargues, les més llargues de tots els pins europeus, de 10 a 20 cm, rígides i punxants. Les fulles surten de dos en dos.
Floreix d'abril a maig i les flors masculines i femenines neixen al mateix arbre. Les pinyes del pinastre són còniques i força llargues. Poden assolir els 22 cm de llargada. Generalment, es troben en grups de 2 a 3 al voltant de la branca. Les esquames piramidals de les pinyes estan força sortides. El cicle de maduració del fruit és força llarg, i triguen uns quants anys abans d'obrir-se i alliberar els petits pinyons alats, que cauran al terra del bosc. Aquests són molt energètics, i són l'aliment de molts animals del bosc, sobretot dels esquirols.

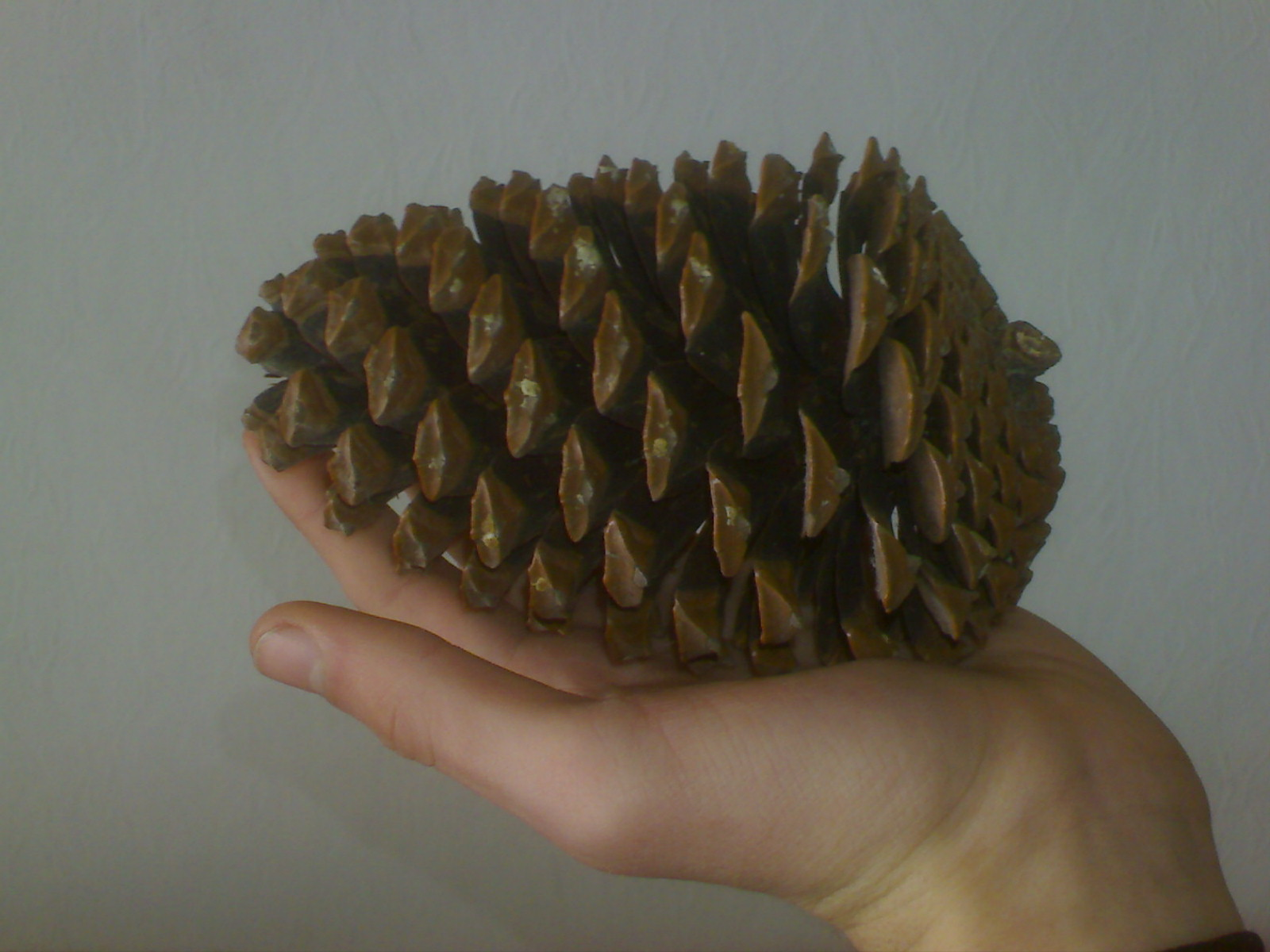
Pinya
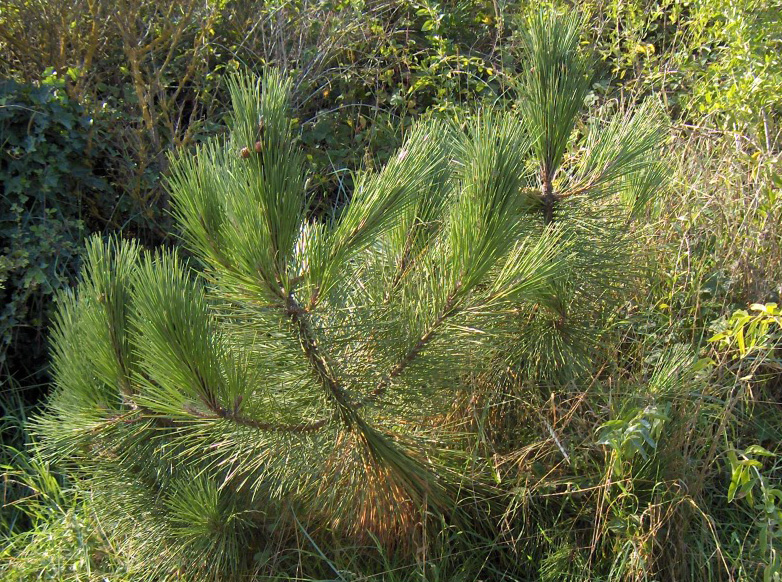
Fulles
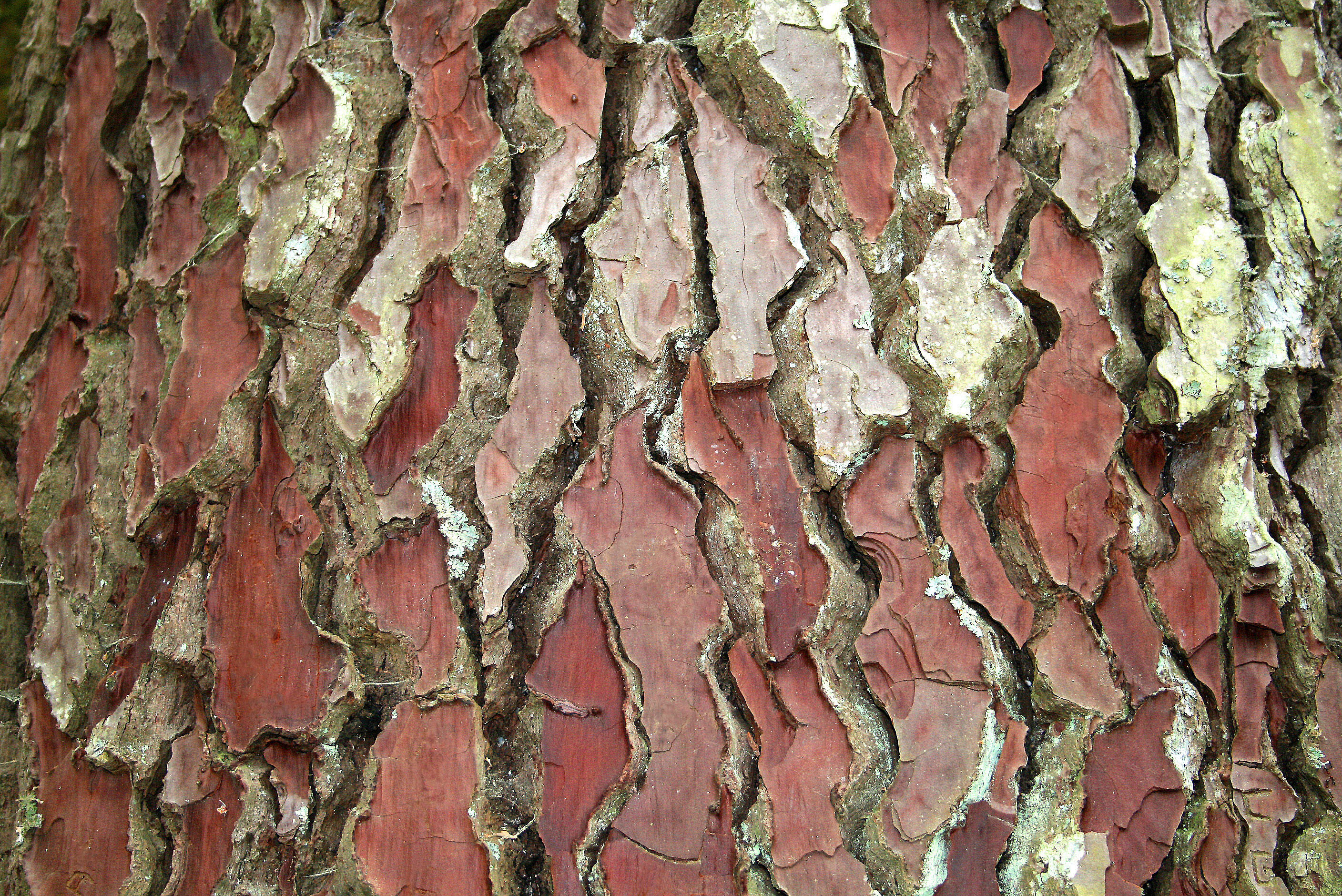
Escorça

## Distribució
És propi de l'Europa sud-occidental, on és extensament plantat a la costa atlàntica. Viu a la terra baixa, especialment en sòls granítics o esquistosos no gaire secs (Galícia). Al litoral sovint és plantat per a fixació de dunes.
Als Països Catalans és escàs, i només forma boscs de consideració a les comarques nord-orientals de Catalunya com la Costa Brava i la Selva, entre els 0 i els 1.200 metres d'altitud. També es troba a algunes muntanyes del País Valencià.
A Catalunya representa l'onzena espècie pel nombre d'hectàrees (14.000) i la catorzena pel que fa al nombre de peus (12,5 milions). És característica de les comarques gironines, on se'n concentren al voltant de les tres quartes parts, sobretot a la Selva, on hi ha més del 41% del total.

## Usos
La seva resina s'utilitza per fer trementina.